# José Lucas Ortiz
José Lucas Ortiz (Renca, Provincia de San Luis, 1756 - íd., 25 de marzo de 1837) fue un hacendado, militar y político argentino, que ejerció el cargo de Teniente de Gobernador de la ciudad de San Luis y su jurisdicción durante los años 1812 y 1813.

## Biografía
Tras varios años dedicado a la ganadería y los negocios, ejerció repetidamente como miembro del cabildo colonial de la ciudad de San Luis. Fue alcalde de primer voto en 1805. Junto a sus cargos políticos, ejerció también como comandante de milicias de caballería en la ciudad, encargado de la defensa del territorio contra las incursiones de los indígenas ranqueles.
En marzo de 1812 fue nombrado Teniente de Gobernador de la jurisdicción de San Luis por el Primer Triunvirato, en virtud de que era el oficial de más alto rango de la ciudad; más tarde sería ascendido al grado de teniente coronel.
El 4 de agosto de ese año efectuó el censo de la ciudad y su jurisdicción, contabilizándose 16 878 habitantes, de los cuales algo más de diez mil blancos americanos y de cuatro mil indígenas; llama la atención el bajo número de negros (1472) y españoles (solamente 25).
Tras la caída del Triunvirato, la ciudad y su jurisdicción disfrutaron un período de tranquilidad, durante el cual continuó, sin embargo, albergando prisioneros políticos; el más notable de ellos fue Juan Martín de Pueyrredón, que fuera miembro del Triunvirato y que más tarde gobernaría al país durante tres años. Durante este período fue elegido diputado a la Asamblea del Año XIII el abogado porteño Agustín Donado, que en 1811 había sido confinado en San Luis como resultado de la Revolución del 5 y 6 de abril de 1811.
Durante su mandato, San Luis aportó un número de soldados de caballería que se incorporaron al Regimiento de Granaderos a Caballo, y luego participaron en el Combate de San Lorenzo. A principios de 1813 fue reemplazado por el oficial porteño Vicente Dupuy.
Durante el gobierno de Dupuy se dedicó a la ganadería, aunque colaboró generosamente a la formación del Ejército de los Andes. En años posteriores sería diputado en la Legislatura puntana en varias ocasiones; militó en el Partido Federal y acompañó la gestión de su hijo José Santos Ortiz.